# 運動性
運動性（うんどうせい、英: motility）は、多義的な用語である。生物学と航空機に関して以下で説明する。

## 生物学
生物が独自に自発的に動ける能力を意味する生物学用語である。単細胞生物、多細胞生物の両方に用いる。細胞生物学や医用生体工学においては、生体高分子内に形成された種々の勾配に対する、方向性のある細胞運動のことを指す。例としては以下のようなものがある。
- 化学物質の濃度勾配に沿った運動（化学走性、chemotaxis）
- 基質や培地の固さの勾配に沿った運動（走機械性、mechanotaxis）
- 細胞が接着している部位の性質の勾配に沿った運動（走触性、haptotaxis）

他にも「運動性」は、蠕動運動による腸内の便の動きや、精液中の精子の動きなどを指す場合もある。

## 航空機
航空機における運動性とは機体強度のことであり、例えば曲芸飛行を行う軽量のプロペラ機と軍事用のジェット戦闘機を比べれば、曲芸飛行用の飛行機は操縦性は高くとも機体強度はそれほど高くないため、重量物を搭載しての飛行は不得手であり、運動性はそれほど高くはない。ジェット戦闘機は操縦性も良好でありながら航空兵装を多数搭載してもその重量を支えて自在に飛行できるだけの機体強度も備えているため、運動性は高いといえる。